# Gottfried Hansen
Pour les articles homonymes, voir Hansen.
Gottfried Hansen, né le 8 novembre 1881 à Rendsburg et mort le 16 juillet 1976 à Kiel, est un amiral allemand de l'entre-deux-guerres qui est membre de l'association des Anciens combattants, après la guerre.

## Biographie
Hansen entre dans la Kaiserliche Marine en 1898 en tant que cadet de la marine (aspirant). Il est capitaine-lieutenant, lorsqu'éclate la Première Guerre mondiale et premier officier d'artillerie à bord du cuirassé navire de ligne, le SMS Schleswig-Holstein; puis il est second officier d'état-major du vice-amiral d'escadre Hipper, pendant la bataille du Jutland. Il demeure dans la marine après l'effondrement de l'Empire allemand et l'armistice. Il commande en 1926 les deux navires de ligne Schleswig-Holstein et Braunschweig entrés dans la Reichsmarine. Ensuite, il est inspecteur de l'artillerie de marine et il est élevé au grade de konteradmiral en 1928 et devient chef de la base navale de Kiel, pour la zone de la mer Baltique. Il est nommé vizeadmiral en 1930, puis mis à la retraite avec le grade d'amiral.
De 1938 à 1944, il édite la revue navale Nauticus et le Jahrbuch für Deutschlands Seeinteressen, sur commission de la marine. Il reprend du service de 1941 à 1943, en tant que chef d'état-major pour l'instruction des forces aériennes au sein du haut-commandement de la Kriegsmarine.
Après la Seconde Guerre mondiale, il commence à réunir de manière informelle, malgré l'interdiction des puissances occupantes, des groupes d'anciens soldats, en vue de former une association d'entraide d'anciens combattants. Lorsque l'interdiction tombe en 1949, il est président-fondateur de la Verband versorgungsberechtiger ehemaliger Berufssoldaten. Il est actif dans les années 1950 et adresse au gouvernement et au Bundestag des écrits et des rapports dans ce sens. Il préside de 1951 à 1956 l'Union des soldats allemands (Verband Deutscher Soldaten).
Il est décoré en 1961 par l'Allemagne de l'Ouest de la grand-croix de l'Ordre du service, avec étoile.
Il est enterré au Nordfriedhof (cimetière du Nord) de Kiel.